# Ulrich Manthe
Ulrich Manthe (* 8. April 1947 in Homburg/Saar) ist ein deutscher Rechtswissenschaftler. 
Manthe besuchte von 1957 bis 1958 das Eberhard-Ludwigs-Gymnasium in Stuttgart, von 1958 bis 1964 das Humboldt-Gymnasium in Düsseldorf und von 1964 bis 1966 das Grimmelshausen-Gymnasium in Offenburg, studierte von 1968 bis 1972 Rechtswissenschaft in Freiburg i. Br. und 1972/73 Sinologie in Tübingen, ferner 1973/74 die chinesische Sprache am Spracheninstitut in Peking (Bĕijīng Yŭyán Xuéyuàn) sowie 1978 US-Recht an der Academy of American and International Law in Dallas (Texas, USA). Ab 1977 war er wissenschaftlicher Assistent an der Universität Freiburg, wo er 1980 bei Joseph Georg Wolf mit Die libri ex Cassio des Iavolenus Priscus promoviert wurde und sich 1985 mit Das senatus consultum Pegasianum habilitierte. Von 1985 bis 2012 war er Professor für Bürgerliches Recht und Römisches Recht an der Universität Passau. 1996 war Manthe Gastprofessor an der Universität Nanjing, VR China und 1999 an der Staatsuniversität Krasnojarsk, Russland. Von 1988 bis 2000 war Manthe Mitglied der Dekanatssynode des evangelischen Dekanats Passau und von 2002 bis 2011 Vorstandsmitglied der deutsch-chinesischen Juristenvereinigung. Von 2006 bis 2010 war er Vizepräsident der Universität Passau und von 2006 bis 2012 Leiter des Sprachenzentrums der Universität Passau. Seit 2011 ist Manthe ordentliches Mitglied der Bayerischen Akademie der Wissenschaften.
Arbeitsgebiete Manthes sind das Römische Recht und die römische Rechtsgeschichte, das chinesische Recht und dessen Rechtsgeschichte sowie die Geschichte des europäischen Privatrechts. Ein Schwerpunkt seiner Arbeit war 1984 bis 2007 die Mitarbeit am Editions- und Kommentierungswerk der Institutionen des Gaius von M. David/Hein L. W. Nelson und der ersten zweisprachigen Ausgabe dieses Werkes in Deutschland, wobei er als Übersetzer, Kommentator und Herausgeber tätig war. Seit 2009 untersucht er die Mosaicarum et Romanarum legum collatio, ein nachklassisches Werk über jüdisches und römisches Recht aus dem Ende des 4. Jahrhunderts n. Chr. 

## Schriften
Als Autor:
- Die libri ex Cassio des Iavolenus Priscus (= Freiburger Rechtsgeschichtliche Abhandlungen. Neue Folge, Band 4). Duncker & Humblot, Berlin 1982 (Dissertation).
- Das senatus consultum Pegasianum (= Freiburger Rechtsgeschichtliche Abhandlungen. Neue Folge, Band 12). Duncker & Humblot, Berlin 1989 (Habilitationsschrift).
- mit Hein L. W. Nelson: Gai Institutiones III §§ 1–87. Intestaterbfolge und sonstige Arten von Gesamtnachfolge. Text und Kommentar. (= Freiburger Rechtsgeschichtliche Abhandlungen. Neue Folge, Band 15). Duncker & Humblot, Berlin 1992.
- mit Hein L. W. Nelson: Gai Institutiones III §§ 88–181. Die Kontraktsobligationen. Text und Kommentar (= Freiburger Rechtsgeschichtliche Abhandlungen. Neue Folge. Band 35). Duncker & Humblot, Berlin 1999.
- Geschichte des römischen Rechts (= C.H. Beck Wissen). Beck, München 2000. (5. Auflage 2016, ISBN 978-3-406-44732-7).
  - Storia del diritto privato romano (= Geschichte des römischen Rechts, italienische Übersetzung durch Filippo Briguglio). il Mulino, Bologna 2007, ISBN 978-88-15-13821-7.
  - Rōmahō no rekishi (= Geschichte des römischen Rechts, japanische Übersetzung durch Tanaka Minoru und Takizawa Eiji). (= Minerva Library of the 21st Century). Minerva, Kyōto 2008, ISBN 978-4-623-05240-0.
  - Luómǎ fǎ shǐ (= Geschichte des römischen Rechts, chinesische Übersetzung durch Chí Yǐng und Zhōu Měi). Commercial Press, Beijing 2016, ISBN 978-7-100-12140-8.
- mit Hein L. W. Nelson: Gai Institutiones III §§ 182–225. Die Deliktsobligationen. Text und Kommentar (= Freiburger Rechtsgeschichtliche Abhandlungen. Neue Folge, Band 55). Duncker & Humblot, Berlin 1999.
- Die Mosaicarum et Romanarum legum collatio und der Ambrosiaster. Jüdisches Recht im spätantiken Rom (= Abhandlung der Bayerischen Akademie der Wissenschaften, N. F. 147), Bayerische Akademie der Wissenschaften, München 2021

Als Herausgeber:
- mit Jürgen von Ungern-Sternberg: Große Prozesse der römischen Antike. Beck, München 1997, ISBN 3-406-42686-7.
- mit Christoph Krampe: Quaestiones Iuris. Festschrift für Joseph Georg Wolf zum 70. Geburtstag (= Freiburger Rechtsgeschichtliche Abhandlungen. Neue Folge, Band 36). Duncker & Humblot, Berlin 2000.
- Die Rechtskulturen der Antike. Vom Alten Orient bis zum Römischen Reich. Beck, München 2003, ISBN 3-406-50915-0.
- Gaius: Institutionen (= Texte zur Forschung, Band 81). Herausgegeben, übersetzt und kommentiert von Ulrich Manthe. Wissenschaftliche Buchgesellschaft, Darmstadt 2004, ISBN 3-534-17474-7.
- mit Shigeo Nishimura und Mariko Igimi: Aus der Werkstatt römischer Juristen. Vorträge der Europäisch-Ostasiatischen Tagung 2013 in Fukuoka. (= Freiburger rechtsgeschichtliche Abhandlungen. Neue Folge. Abt. A: Abhandlungen zum Römischen Recht und zur Antiken Rechtsgeschichte. Band 75). Duncker & Humblot, Berlin 2016, ISBN 978-3-428-14398-6.